# Naz Göktan
Naz Göktan (Ankara, 30 de noviembre de 1990) es una actriz, bailarina y modelo turca, conocida por interpretar el papel de Emine en la serie Mi hogar, mi destino (Doğduğun Ev Kaderindir).

## Biografía
Naz Göktan nació el 30 de noviembre de 1990 en Ankara (Turquía), y además de actuar también se dedica a la danza desde pequeña.

## Carrera

### Educación
Naz Göktan en 1993, a la edad de tres años, inició su formación en ballet clásico. En 2007 se graduó en el ministerio de educación nacional, en la Real Academia Británica de danza y en la escuela secundaria privada Tevfik Fikret de Ankara. Ese mismo año, después de recibir su diploma, decidió inscribirse en el departamento de antropología DTCF de la Universidad de Ankara. Al año siguiente, en 2008, fue seleccionada como estudiante de doble especialización en la facultad de comunicación del departamento de publicidad y relaciones públicas de la Universidad de Ankara y, finalmente, en 2012, se graduó en ambos departamentos.
Entre 2011 y 2014 actuó en StudioCer, mientras que de 2013 a 2018 estudió en el departamento de teatro MSSF de la Universidad Bilkent y al finalizar sus estudios obtuvo su tercer título. En 2017 empezó a trabajar en Sahne 367, fundada por sus amigos de la escuela. Posteriormente empezó a trabajar en el escenario como actriz, manager y formadora.

### Carrera de actuación
Naz Göktan además de su trabajo teatral, comenzó a actuar en la pantalla chica de 2019 a 2021 después de ser elegida como Emine en la serie emitida en TV8 Mi hogar, mi destino (Doğduğun Ev Kaderindir), en la que coprotagonizó los actores Demet Özdemir, İbrahim Çelikkol, Engin Öztürk, Hülya Duyar y Engin Hepileri.
Gracias a sus exitosas actuaciones en las obras de teatro en las que participó, recibió numerosos premios, como: el premio a la actriz encomiable, el premio especial al talento joven del comité de selección de premios Sadri Alışık Anadolu, el premio de teatro Arman Talay y el premio del público al teatro prometedor.
En el 2021 interpretó el papel de Hacer en la serie web de BluTV Saygı. En 2022 y 2023 se unió al elenco de la serie emitida en TV8 Tuzak, interpretando el papel de Ayse. En 2023 interpretó el papel de Zulal en la película Ölü Mevsim dirigida por Dogus Algün.

## Filmografía

### Cine
| Año  | Título     | Personaje | Director    |
| ---- | ---------- | --------- | ----------- |
| 2023 | Ölü Mevsim | Zulal     | Dogus Algün |

### Televisión
| Año       | Título                                        | Personaje | Cadeña | Notas        |
| --------- | --------------------------------------------- | --------- | ------ | ------------ |
| 2019-2021 | Mi hogar, mi destino (Doğduğun Ev Kaderindir) | Emine     | TV8    | 43 episodios |
| 2022-2023 | Tuzak                                         | Ayse      | TV8    | 15 episodios |

### Web TV
| Año  | Título | Personaje | Plataforma | Notas       |
| ---- | ------ | --------- | ---------- | ----------- |
| 2021 | Saygı  | Hacer     | BluTV      | 7 episodios |

## Teatro
| Año  | Título                 |
| ---- | ---------------------- |
| 2014 | Böcek                  |
| 2016 | Mouthgasm              |
| 2016 | The Madman and The Nun |
| 2017 | 39 Basamak             |
| 2017 | Öfke                   |
| 2018 | Devinim                |
| 2018 | Madam                  |
| 2018 | Soytarılar 2024        |
| 2021 | Küvetteki Gelinler     |

## Premios y reconocimientos
| Año  | Premio                                                                                   | Categoría | Trabajo | Resultado | Notas                |
| ---- | ---------------------------------------------------------------------------------------- | --------- | ------- | --------- | -------------------- |
| 2019 | Premio a la actriz encomiable                                                            |           |         | Ganadora  | [ 23 ]               |
| 2019 | Premio especial al talento joven del comité de selección de premios Sadri Alışık Anadolu | Sahne 367 | Madam   | Ganadora  | [ 24 ] [ 25 ] [ 26 ] |
| 2019 | Premio de teatro Arman Talay                                                             |           |         | Ganadora  | [ 23 ]               |
| 2019 | Premio del público al teatro prometedor                                                  | Ganadora  | [ 27 ]  |           |                      |